# Bokong (Taebenu)
Bokong is een bestuurslaag in het regentschap Kupang van de provincie Oost-Nusa Tenggara, Indonesië. Bokong telt 2189 inwoners (volkstelling 2010).